# Борек (Ниський повіт)
Борек (пол. Borek, нім. Leopoldsdorf) — село в Польщі, у гміні Корфантув Ниського повіту Опольського воєводства.
Населення — 204 особи (2011).
У 1975-1998 роках село належало до Опольського воєводства.

## Демографія
Демографічна структура станом на 31 березня 2011 року:
|          | Загалом | Допрацездатний вік | Працездатний вік | Постпрацездатний вік |
| -------- | ------- | ------------------ | ---------------- | -------------------- |
| Чоловіки | 106     | 16                 | 80               | 10                   |
| Жінки    | 98      | 14                 | 70               | 14                   |
| Разом    | 204     | 30                 | 150              | 24                   |